# Gebäudekomplex Blochmannstraße 1–19

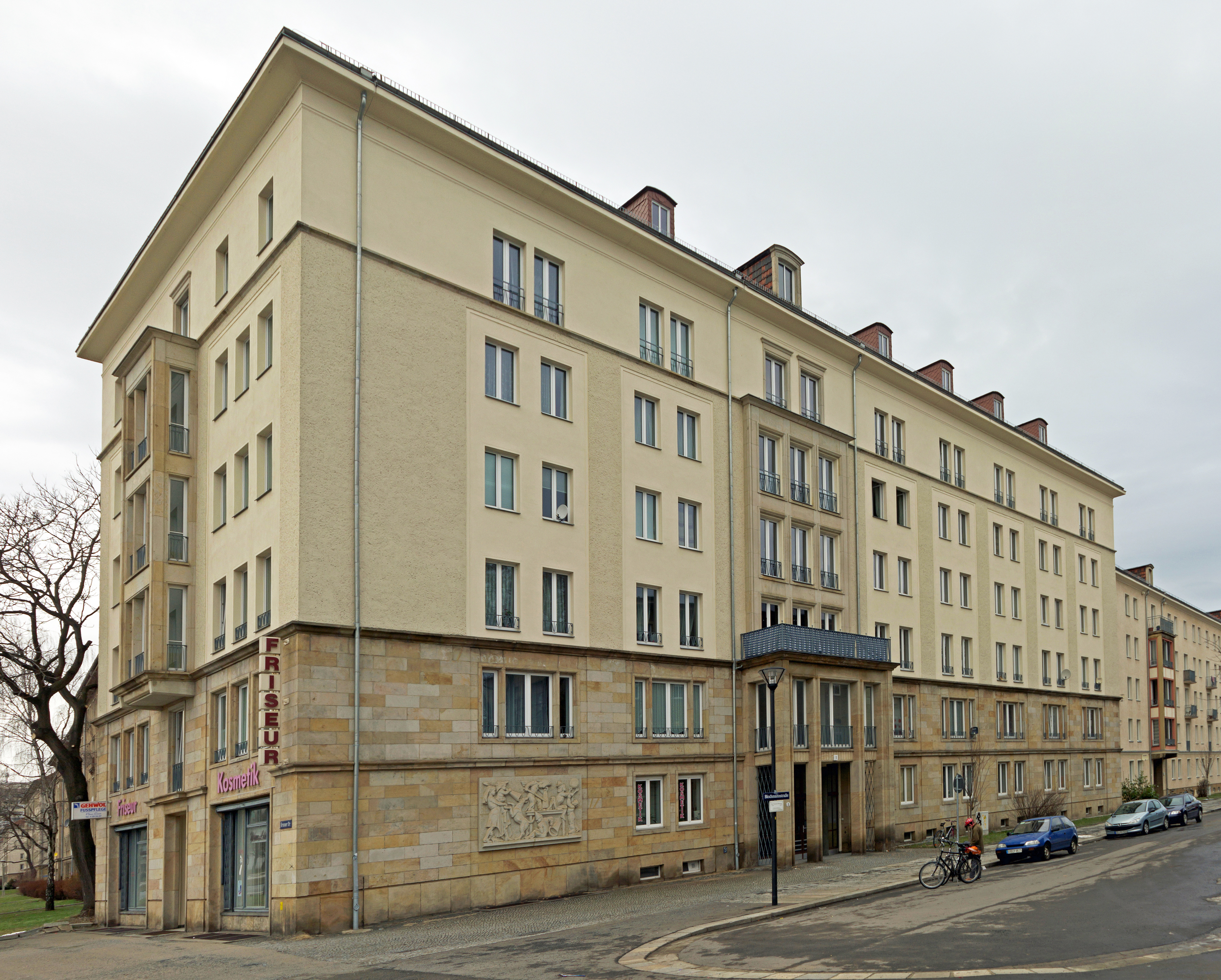
Denkmalgeschütztes Wohngebäude Blochmannstraße 1

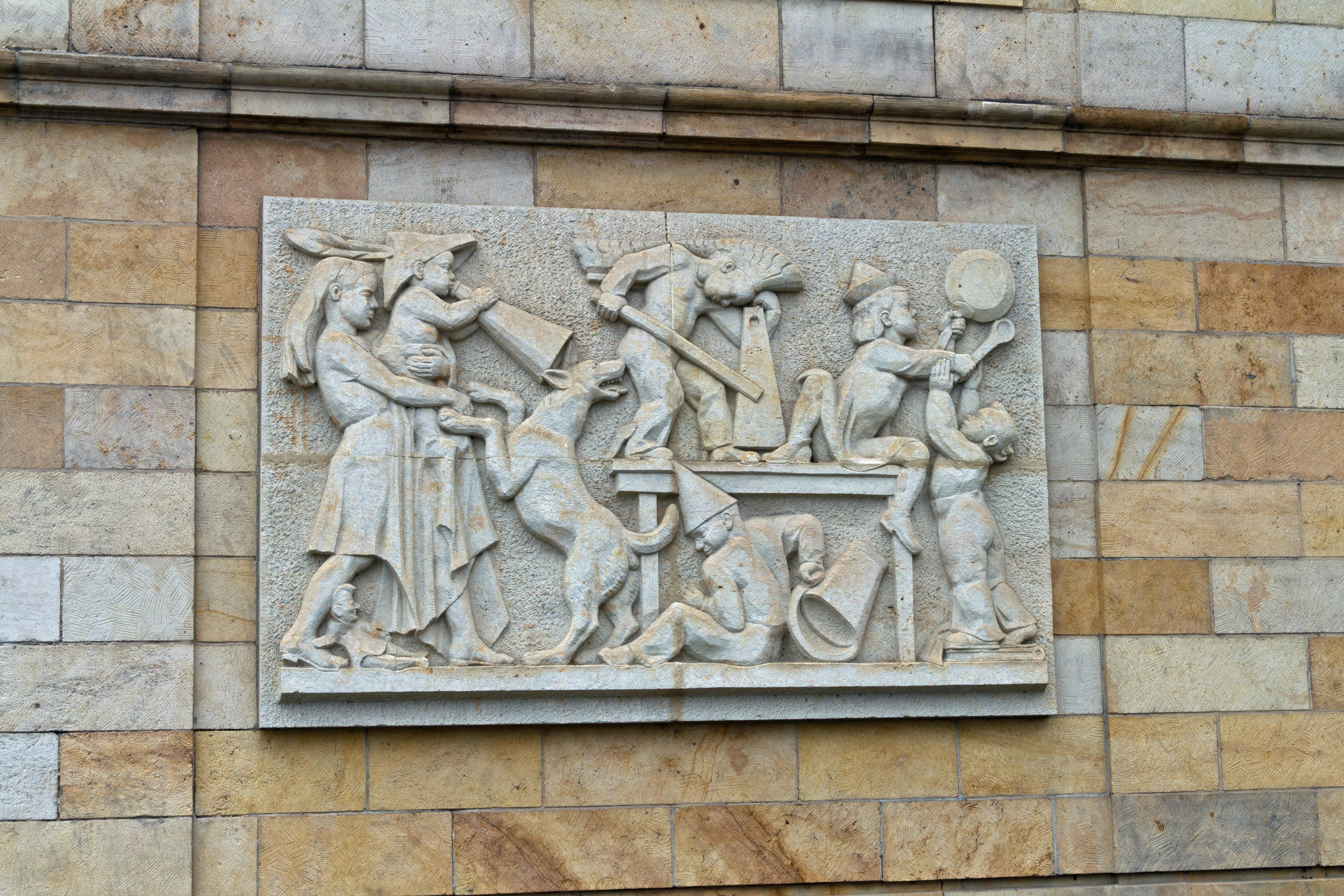
Sandsteinrelief Blochmannstraße 1

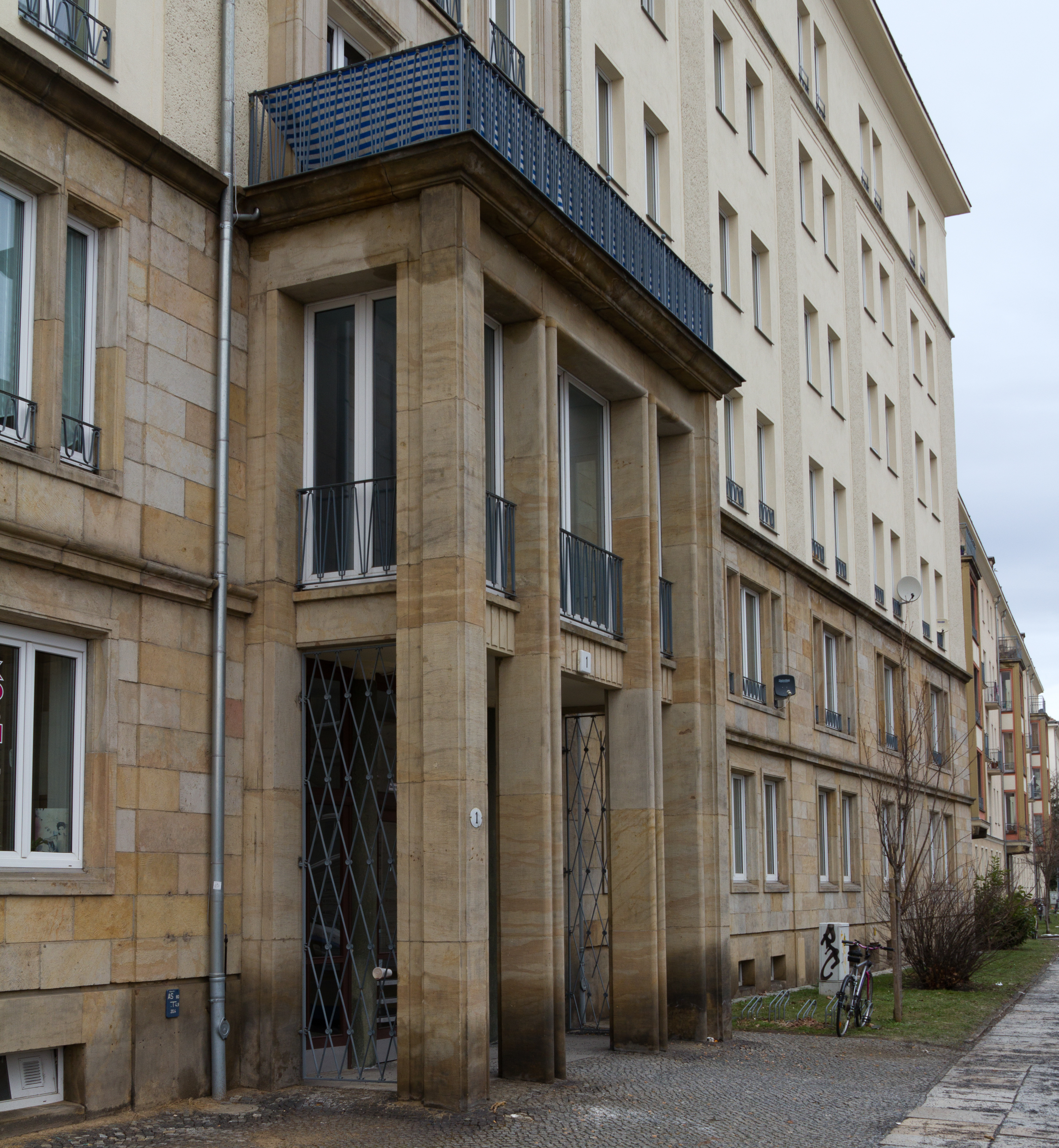
Eingangsbereich mit profilierten Stützelementen aus Postaer Sandstein

Der Gebäudekomplex Blochmannstraße 1–19 ist ein Beispiel für den Wohnungsbau in Dresden im Baustil des Sozialistischen Klassizismus mit Anklängen an den Dresdner Barock. Die Anlage steht unter Denkmalschutz.

## Geschichte
Der Wiederaufbau der Pirnaischen Vorstadt, die bei den Luftangriffen auf Dresden im Februar 1945 nahezu vollständig zerstört worden war, begann 1951 mit dem Bau einer Wohnsiedlung an der Nordseite der Grunaer Straße nach Plänen des Architekten Bernhard Klemm. Diese Gebäude wurden bald als zu „formalistisch“ im Sinne der Moderne der 1920er-Jahre kritisiert. Die Ideologie der in der DDR der frühen 1950er-Jahre angestrebten „Neuen Deutschen Architektur“ verlangte nach einer bewussten Anknüpfung an lokale historische Vorbilder.
Mit der Realisierung der Erweiterung der Siedlung Grunaer Straße entlang der Blochmannstraße wurde Architekt Wolfgang Hänsch beauftragt. Die in Dresden verwendeten Materialien und Formen, insbesondere die Verwendung von Elbsandstein und eine markante horizontale Gliederung durch Gurtgesimse kombinierte Hänsch in seinem Entwurf mit einem verglasten Attika-Geschoss und einer Verglasung der Treppenhäuser auf der Hofseite. Der Architekturbeirat verwarf jedoch diese Gestaltung der Attika und bestand auf einer traditionellen Lösung.

## Beschreibung
Die Bauten wurden von 1954 bis 1955 errichtet. Es handelt sich um eine fünfgeschossige Bebauung mit 400 Ein- und Zweiraumwohnungen. Ein sechsgeschossiger Kopfbau an der Ecke (Hausnummer 1) bildete sechs Jahrzehnte lang (bis zum Bau des Gebäudes der Akademie für Wirtschaft und Verwaltung) die westliche Platzfront des Straßburger Platzes (früher Fučikplatz). Die zwei Baukörper nehmen fast die gesamte Länge der Blochmannstraße zwischen Grunaer Straße und Pillnitzer Straße ein, unterbrochen nur zwischen den Hausnummern 7 und 9 durch die Seidnitzer Straße.
Der Komplex wurde in traditioneller Bauweise errichtet und weist farbig hervorgehobene Bauteile wie Erker und Treppenhäuser auf. Ein Sandsteinrelief von Magdalene Kreßner schmückt das Gebäude Nr. 1 in seiner Erdgeschosszone. Während die fünfgeschossigen Gebäude bis auf einen kniehohen Sandsteinsockel verputzt sind, wurde der Kopfbau bis ins erste Obergeschoss mit Sandstein verkleidet. Über dem Erdgeschoss und dem ersten Stock dienen dort Gesimse der horizontalen Strukturierung. Die Häuser Nummer 3–19 verfügen nur über ein Schmuckgesims über dem Erdgeschoss. Der Eingangsbereich des Kopfbaus ist außerdem durch einen auf Konsolen ruhenden Erker hervorgehoben.
In direkter Nachbarschaft befindet sich das 1950/1951 für die Musikakademie und nachmalige Hochschule für Musik errichtete Lehrgebäude Blochmannstraße 2. Ebenfalls direkt benachbart steht zwischen Blochmannstraße und Güntzstraße das denkmalgeschützte Gebäude des Beruflichen Schulzentrums Bau und Technik Dresden.